# Open di Francia 2022
L'Open di Francia 2022 (conosciuto anche come Roland Garros) è stato un torneo di tennis giocato sulla terra rossa. Si è trattato della 121ª edizione dell'Open di Francia, corrispondente alla seconda prova del Grande Slam del 2022. Si è giocato allo Stade Roland Garros di Parigi, in Francia, dal 22 maggio al 5 giugno 2022. I detentori del titolo del singolare maschile e femminile erano rispettivamente il serbo Novak Đoković e la ceca Barbora Krejčíková.

## Torneo

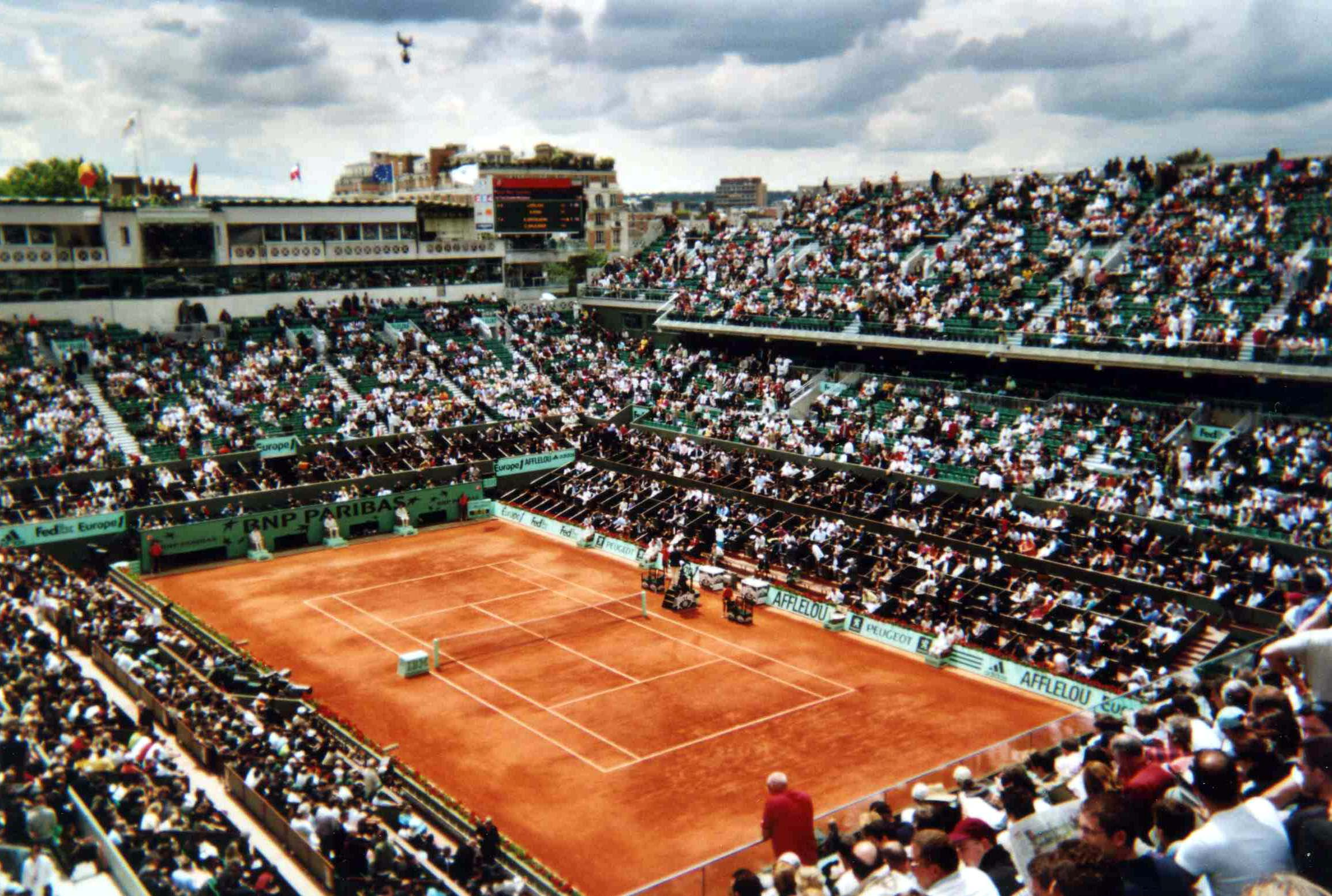
Il Philippe Chatrier dove si giocheranno le finali dell'Open di Francia

L'evento è stato organizzato dalla International Tennis Federation (ITF), e faceva parte dell'ATP Tour 2022 e del WTA Tour 2022 sotto la categoria Grande Slam. Il torneo comprendeva il singolare (maschile, femminile) e il doppio (maschile, femminile). Si disputavano anche i tornei di singolare e doppio per ragazze e ragazzi (giocatori under 18), e i tornei di singolare e doppio in carrozzina.
Il torneo si giocava su ventidue campi in terra rossa, inclusi i tre campi principali: Court Philippe Chatrier, Court Suzanne Lenglen e Court Simonne-Mathieu.

## Teste di serie nel singolare

### Singolare maschile
Le teste di serie maschili sono state assegnate il 19 maggio 2022, seguendo la classifica ATP al 16 maggio 2022.
Nella tabella sottostante ranking e punteggio precedente al 22 maggio 2022.
| Tds | Rank | Giocatore                   | Punteggio precedente | Punti da difendere 2021 | Punti conquistati | Nuovo punteggio | Situazione                                      |
| --- | ---- | --------------------------- | -------------------- | ----------------------- | ----------------- | --------------- | ----------------------------------------------- |
| 1   | 1    | Novak Đoković               | 8.660                | 250                     | 360               | 8.770           | Eliminato ai QF da Rafael Nadal [5]             |
| 2   | 2    | Daniil Medvedev             | 7.980                | 0                       | 180               | 8.160           | Eliminato al 4°T da Marin Čilić [20]            |
| 3   | 3    | Alexander Zverev            | 7.075                | 0                       | 720               | 7.795           | Ritirato in SF vs. Rafael Nadal [5]             |
| 4   | 4    | Stefanos Tsitsipas          | 5.965                | 45                      | 180               | 6.100           | Eliminato al 4°T da Holger Rune                 |
| 5   | 5    | Rafael Nadal                | 5.525                | 0                       | 2.000             | 7.525           | Vittoria in finale contro Casper Ruud [8]       |
| 6   | 6    | Carlos Alcaraz              | 4.648                | 3                       | 360               | 5.005           | Eliminato ai QF da Alexander Zverev [3]         |
| 7   | 7    | Andrej Rublëv               | 3.945                | 45                      | 360               | 4.260           | Eliminato ai QF da Marin Čilić [20]             |
| 8   | 8    | Casper Ruud                 | 3.940                | 90                      | 1.200             | 5.050           | Sconfitto in finale da Rafael Nadal [5]         |
| 9   | 9    | Félix Auger-Aliassime       | 3.820                | 45                      | 180               | 3.955           | Eliminato al 4°T da Rafael Nadal [5]            |
| 10  | 11   | Cameron Norrie              | 3.355                | 45                      | 90                | 3.500           | Eliminato al 3°T da Karen Chačanov [21]         |
| 11  | 12   | Jannik Sinner               | 3.195                | 10                      | 180               | 3.355           | Eliminato al 4°T da Andrej Rublëv [7]           |
| 12  | 13   | Hubert Hurkacz              | 3.095                | 17                      | 180               | 3.258           | Eliminato al 4°T da Casper Ruud [8]             |
| 13  | 14   | Taylor Fritz                | 2.920                | 45                      | 45                | 2.920           | Eliminato al 2°T da Bernabé Zapata Miralles [Q] |
| 14  | 15   | Denis Shapovalov            | 2.531                | 10                      | 10                | 2.531           | Eliminato al 1°T da Holger Rune                 |
| 15  | 16   | Diego Schwartzman           | 2.505                | 90                      | 180               | 2.595           | Eliminato al 4°T da Novak Đoković [1]           |
| 16  | 17   | Pablo Carreño Busta         | 2.135                | 10                      | 10                | 2.135           | Eliminato al 1°T da Gilles Simon [WC]           |
| 17  | 18   | Reilly Opelka               | 2.180                | 45                      | 10                | 2.145           | Eliminato al 1°T da Filip Krajinović            |
| 18  | 20   | Grigor Dimitrov             | 1.785                | 0                       | 90                | 1.830           | Eliminato al 3°T Diego Schwartzman [15]         |
| 19  | 21   | Alex de Minaur              | 1.838                | 23                      | 10                | 1.825           | Eliminato al 1°T da Hugo Gaston                 |
| 20  | 23   | Marin Čilić                 | 1.695                | 45                      | 720               | 2.370           | Eliminato in SF da Casper Ruud [8]              |
| 21  | 24   | Karen Chačanov              | 1.620                | 45                      | 180               | 1.755           | Eliminato al 4°T da Carlos Alcaraz [6]          |
| 22  | 25   | Nikoloz Basilašvili         | 1.628                | 10                      | 45                | 1.663           | Eliminato al 2°T da Mackenzie McDonald          |
| 23  | 26   | John Isner                  | 1.616                | 10                      | 90                | 1.696           | Eliminato al 3°T da Bernabé Zapata Miralles [Q] |
| 24  | 27   | Frances Tiafoe              | 1.599                | 23                      | 45                | 1.621           | Eliminato al 2°T da David Goffin                |
| 25  | 28   | Alejandro Davidovich Fokina | 1.400                | 10                      | 10                | 1.400           | Eliminato al 1°T da Tallon Griekspoor           |
| 26  | 29   | Botic van de Zandschulp     | 1.344                | 26                      | 90                | 1.408           | Eliminato al 3°T da Rafael Nadal [5]            |
| 27  | 30   | Sebastian Korda             | 1.326                | 250                     | 90                | 1,166           | Eliminato al 3°T da Carlos Alcaraz [6]          |
| 28  | 31   | Miomir Kecmanović           | 1.316                | 20                      | 90                | 1.386           | Eliminato al 3°T da Daniil Medvedev [2]         |
| 29  | 32   | Daniel Evans                | 1.232                | 63                      | 45                | 1.214           | Eliminato al 2°T da Mikael Ymer                 |
| 30  | 33   | Tommy Paul                  | 1.218                | 90                      | 10                | 1.138           | Eliminato al 1°T da Cristian Garín              |
| 31  | 34   | Jenson Brooksby             | 1.207                | 0                       | 10                | 1.217           | Eliminato al 1°T da Pablo Cuevas                |
| 32  | 35   | Lorenzo Sonego              | 1.190                | 20                      | 90                | 1.260           | Eliminato al 3°T da Casper Ruud [8]             |

#### Teste di serie ritirate
I seguenti giocatori sarebbero entrati in tabellone come teste di serie ma si sono ritirati prima del sorteggio.
| Rank | Giocatore             | Punteggio precedente | Punti da difendere 2020 | Punti da difendere 2021 | Nuovo punteggio | Motivo ritiro              |
| ---- | --------------------- | -------------------- | ----------------------- | ----------------------- | --------------- | -------------------------- |
| 10   | Matteo Berrettini     | 3.805                |                         | 360                     | 3.490           | Intervento alla mano       |
| 19   | Roberto Bautista Agut | 1.903                | 45                      |                         | 1.881           | Infortunio al polso destro |
| 22   | Gaël Monfils          | 1.735                |                         | 45                      | 1.690           | Infortunio al piede        |

### Singolare femminile
Le teste di serie femminili sono state assegnate il 19 maggio 2022, seguendo la classifica WTA al 16 maggio 2022.
Nella tabella sottostante ranking e punteggio precedente al 22 maggio 2022.
| Tds | Rank | Giocatrice             | Punteggio precedente | Punti da difendere | Punti conquistati | Nuovo punteggio | Situazione                                       |
| --- | ---- | ---------------------- | -------------------- | ------------------ | ----------------- | --------------- | ------------------------------------------------ |
| 1   | 1    | Iga Świątek            | 7.061                | 430                | 2.000             | 8.631           | Vittoria in finale contro Cori Gauff [18]        |
| 2   | 2    | Barbora Krejčíková     | 4.911                | 2,000+280          | 10+1              | 2.642           | Eliminata al 1°T da Diane Parry                  |
| 3   | 4    | Paula Badosa           | 4.545                | 430                | 130               | 4.245           | Ritirata al 3°T contro Veronika Kudermetova [29] |
| 4   | 3    | Maria Sakkarī          | 4.726                | 780                | 70                | 4.016           | Eliminata al 2°T da Karolína Muchová             |
| 5   | 5    | Anett Kontaveit        | 4.446                | 130                | 10                | 4.326           | Eliminata al 1°T da Ajla Tomljanović             |
| 6   | 6    | Ons Jabeur             | 4.380                | 240                | 10                | 4.150           | Eliminata al 1°T da Magda Linette                |
| 7   | 7    | Aryna Sabalenka        | 3.966                | 130                | 130               | 3.966           | Eliminata al 3°T da Camila Giorgi [28]           |
| 8   | 8    | Karolína Plíšková      | 3.678                | 70                 | 70                | 3.678           | Eliminata al 2°T da Léolia Jeanjean [WC]         |
| 9   | 9    | Danielle Collins       | 3.315                | 130                | 70                | 3.255           | Eliminata al 2°T da Shelby Rogers                |
| 10  | 10   | Garbiñe Muguruza       | 3.060                | 10                 | 10                | 3.060           | Eliminata al 1°T da Kaia Kanepi                  |
| 11  | 11   | Jessica Pegula         | 2.955                | 130                | 430               | 3.255           | Eliminata ai QF da Iga Świątek [1]               |
| 12  | 12   | Emma Raducanu          | 2.910                | (5)†               | 70                | 2.975           | Eliminata al 2°T da Aljaksandra Sasnovič         |
| 13  | 13   | Jeļena Ostapenko       | 2.536                | 10                 | 70                | 2.596           | Eliminata al 2°T da Alizé Cornet                 |
| 14  | 14   | Belinda Bencic         | 2.525                | 70                 | 130               | 2.585           | Eliminata al 3°T da Leylah Annie Fernandez [17]  |
| 15  | 15   | Viktoryja Azaranka     | 2.440                | 240                | 130               | 2.330           | Eliminata al 3°T da Jil Teichmann [23]           |
| 16  | 16   | Elena Rybakina         | 2.420                | 430                | 130               | 2.120           | Eliminata al 3°T da Madison Keys [22]            |
| 17  | 18   | Leylah Annie Fernandez | 2.245                | 70                 | 430               | 2.605           | Eliminata ai QF da Martina Trevisan              |
| 18  | 23   | Cori Gauff             | 1.886                | 430                | 1.300             | 2.756           | Sconfitta in finale da Iga Świątek [1]           |
| 19  | 19   | Simona Halep           | 2.126                | 0                  | 70                | 2.196           | Eliminata al 2°T da Zheng Qinwen                 |
| 20  | 20   | Dar'ja Kasatkina       | 2.115                | 130                | 780               | 2.225           | Eliminata in SF da Iga Świątek [1]               |
| 21  | 17   | Angelique Kerber       | 2.354                | 10                 | 130               | 2.474           | Eliminata al 3°T da Aljaksandra Sasnovič         |
| 22  | 22   | Madison Keys           | 1.899                | 130                | 240               | 2.009           | Eliminata al 4°T da Veronika Kudermetova [29]    |
| 23  | 24   | Jil Teichmann          | 1.783                | 0                  | 240               | 2.023           | Eliminata al 4°T da Sloane Stephens              |
| 24  | 25   | Tamara Zidanšek        | 1.683                | 780                | 130               | 1.033           | Eliminata al 3°T da Jessica Pegula [11]          |
| 25  | 27   | Ljudmila Samsonova     | 1.670                | (30)†              | 10                | 1.650           | Eliminata al 1°T da Danka Kovinić                |
| 26  | 26   | Sorana Cîrstea         | 1.670                | 240+180            | 70+30             | 1.350           | Eliminata al 2°T da Sloane Stephens              |
| 27  | 28   | Amanda Anisimova       | 1.610                | 10                 | 240               | 1.840           | Eliminata al 4°T da Leylah Annie Fernandez [17]  |
| 28  | 30   | Camila Giorgi          | 1.583                | 70                 | 240               | 1.753           | Eliminata al 4°T da Dar'ja Kasatkina [20]        |
| 29  | 29   | Veronika Kudermetova   | 1.585                | 70                 | 430               | 1.945           | Eliminata ai QF da Dar'ja Kasatkina [20]         |
| 30  | 31   | Ekaterina Aleksandrova | 1.531                | 70+60              | 70+55             | 1.526           | Eliminata al 2°T da Irina-Camelia Begu           |
| 31  | 32   | Elise Mertens          | 1.505                | 130                | 240               | 1.615           | Eliminata al 4°T da Cori Gauff [18]              |
| 32  | 34   | Petra Kvitová          | 1.435                | 70                 | 70                | 1.435           | Eliminata al 2°T da Daria Saville [WC]           |

## Teste di serie nel doppio
| Legenda colori          |
| Vincitori               |
| Finalisti               |
| Semifinalisti           |
| Quarti di finale        |
| Eliminati al 1T, 2T, 3T |

### Doppio maschile
| Coppia                | Coppia            | Rank1 | Tds |
| --------------------- | ----------------- | ----- | --- |
| Rajeev Ram            | Joe Salisbury     | 3     | 1   |
| Nikola Mektić         | Mate Pavić        | 8     | 2   |
| Pierre-Hugues Herbert | Nicolas Mahut     | 11    | 3   |
| Marcel Granollers     | Horacio Zeballos  | 14    | 4   |
| Juan Sebastián Cabal  | Robert Farah      | 18    | 5   |
| Wesley Koolhof        | Neal Skupski      | 24    | 6   |
| Tim Pütz              | Michael Venus     | 28    | 7   |
| John Peers            | Filip Polášek     | 32    | 8   |
| Kevin Krawietz        | Andreas Mies      | 37    | 9   |
| Jamie Murray          | Bruno Soares      | 41    | 10  |
| Simone Bolelli        | Fabio Fognini     | 53    | 11  |
| Marcelo Arévalo       | Jean-Julien Rojer | 55    | 12  |
| Santiago González     | Andrés Molteni    | 63    | 13  |
| Matthew Ebden         | Max Purcell       | 64    | 14  |
| Máximo González       | Marcelo Melo      | 65    | 15  |
| Rohan Bopanna         | Matwé Middelkoop  | 65    | 16  |

- 1 Ranking al 16 maggio 2022.

### Doppio femminile
| Coppia                   | Coppia              | Rank1 | Tds |
| ------------------------ | ------------------- | ----- | --- |
| Barbora Krejčíková       | Kateřina Siniaková  | 4     | 1   |
| Veronika Kudermetova     | Elise Mertens       | 6     | 2   |
| Gabriela Dabrowski       | Giuliana Olmos      | 21    | 3   |
| Caty McNally             | Zhang Shuai         | 23    | 4   |
| Desirae Krawczyk         | Demi Schuurs        | 26    | 5   |
| Alexa Guarachi           | Andreja Klepač      | 34    | 6   |
| Caroline Dolehide        | Storm Sanders       | 37    | 7   |
| Cori Gauff               | Jessica Pegula      | 41    | 8   |
| Asia Muhammad            | Ena Shibahara       | 45    | 9   |
| Lucie Hradecká           | Sania Mirza         | 47    | 10  |
| Shūko Aoyama             | Chan Hao-ching      | 53    | 11  |
| Anna Danilina            | Beatriz Haddad Maia | 54    | 12  |
| Xu Yifan                 | Yang Zhaoxuan       | 59    | 13  |
| Jeļena Ostapenko         | Ljudmyla Kičenok    | 62    | 14  |
| Magda Linette            | Bernarda Pera       | 66    | 15  |
| Nicole Melichar-Martinez | Ellen Perez         | 78    | 16  |

- 1 Ranking al 16 maggio 2022.

## Wildcard
Ai seguenti giocatori è stata assegnata una wildcard per accedere al tabellone principale.

### Singolare maschile
- Jo-Wilfried Tsonga
- Gilles Simon
- Lucas Pouille
- Grégoire Barrère
- Manuel Guinard
- Corentin Moutet
- Michael Mmoh
- Christopher O'Connell

### Singolare femminile
- Tessah Andrianjafitrimo
- Fiona Ferro
- Léolia Jeanjean
- Elsa Jacquemot
- Carole Monnet
- Daria Saville
- Harmony Tan
- Katie Volynets

### Doppio maschile
- Dan Added /  Jo-Wilfried Tsonga
- Grégoire Barrère /  Albano Olivetti
- Benjamin Bonzi /  Antoine Hoang
- Mathias Bourgue /  Lucas Pouille
- Arthur Cazaux /  Hugo Gaston
- Sadio Doumbia /  Fabien Reboul
- Quentin Halys /  Adrian Mannarino

### Doppio femminile
- Tessah Andrianjafitrimo /  Océane Dodin
- Clara Burel /  Chloé Paquet
- Estelle Cascino /  Jessica Ponchet
- Olivia Gadecki /  Charlotte Kempenaers-Pocz
- Caroline Garcia /  Kristina Mladenovic
- Elsa Jacquemot /  Séléna Janicijevic
- Elixane Lechemia /  Harmony Tan

## Qualificazioni
Le qualificazioni per i tabelloni principali si sono disputate dal 16 maggio 2022.

### Singolare maschile
1. Andrej Kuznecov
2. Zdeněk Kolář
3. Nuno Borges
4. Pavel Kotov
5. Camilo Ugo Carabelli
6. Jason Kubler
7. Borna Gojo
8. Bernabé Zapata Miralles
9. Giulio Zeppieri
10. Norbert Gombos
11. Tseng Chun-hsin
12. Juan Pablo Varillas
13. Bjorn Fratangelo
14. Geoffrey Blancaneaux
15. Sebastian Ofner
16. Santiago Fa Rodríguez Taverna

### Singolare femminile
1. Ysaline Bonaventure
2. Jule Niemeier
3. Zhu Lin
4. Cristina Bucșa
5. Irina Bara
6. Donna Vekić
7. Fernanda Contreras
8. Oksana Selechmet'eva
9. Rebecca Marino
10. Olga Danilović
11. Linda Nosková
12. Valentini Grammatikopoulou
13. Aleksandra Krunić
14. Lesja Curenko
15. Mirjam Björklund
16. Hailey Baptiste

## Ranking protetto

### Singolare femminile
- Bianca Andreescu
- Tatjana Maria
- Taylor Townsend

### Doppio femminile
- Madison Keys /  Taylor Townsend
- Han Xinyun /  Zhu Lin

## Ritiri
I seguenti giocatori sono stati ammessi di diritto nel tabellone principale, ma si sono ritirati a causa di infortuni o altri motivi, e sono stati sostituiti da tennisti iscritti al torneo seguendo l'ordine della classifica. Quei giocatori ritiratosi dopo il sorteggio dei tabelloni ma prima del loro incontro di primo turno sono stati sostituiti da lucky loser.
Prima del torneo
Singolare maschile
- Matteo Berrettini → sostituito da  Jaume Munar
- Roger Federer → sostituito da  Peter Gojowczyk
- Andy Murray → sostituito da  Steve Johnson
- Nick Kyrgios → sostituito da  Quentin Halys
- Kei Nishikori → sostituito da  Attila Balázs (Protected ranking)
- Dominik Koepfer → sostituito da  Tarō Daniel
- Jérémy Chardy → sostituito da  Pablo Cuevas

Singolare femminile
- Jaqueline Cristian → sostituita da  Harriet Dart
- Lauren Davis → sostituita da  Anastasija Gasanova
- Sofia Kenin → sostituita da  Bernarda Pera
- Ana Konjuh → sostituita da  Nastasja Schunk
- Anastasija Pavljučenkova → sostituita da  Mihaela Buzărnescu
- Rebecca Peterson → sostituita da  Rebecca Šramková
- Sara Sorribes Tormo → sostituita da  Réka Luca Jani
- Elina Svitolina → sostituita da  Heather Watson
- Clara Tauson → sostituita da  Viktorija Tomova
- Markéta Vondroušová → sostituita da  Chloé Paquet

Doppio femminile
- Aliona Bolsova /  Marie Bouzková → sostituite da  Emina Bektas /  Tara Moore
- Anna Kalinskaja /  Ana Konjuh → sostituite da  Dalma Gálfi /  Anna Kalinskaja
- Barbora Krejčíková /  Kateřina Siniaková → sostituite da  Anna-Lena Friedsam /  Tatjana Maria
- Andrea Petković /  Clara Tauson → sostituite da  Tereza Martincová /  Andrea Petković
- Arantxa Rus /  Mayar Sherif → sostituite da  Samantha Murray Sharan /  Heather Watson

Doppio misto
- Alizé Cornet /  Édouard Roger-Vasselin → sostituiti da  Asia Muhammad /  Lloyd Glasspool

Durante il torneo
Singolare maschile
- Roberto Bautista Agut → sostituito da  Franco Agamenone
- Gaël Monfils → sostituito da  Juan Ignacio Londero
- Jan-Lennard Struff → sostituito da  Pedro Cachín
- Alejandro Tabilo → sostituito da  Alessandro Giannessi

Singolare femminile
- Paula Badosa
- Hailey Baptiste
- Marie Bouzková
- Alizé Cornet
- Ann Li
- Karolína Muchová
- Mayar Sherif

## Tennisti partecipanti ai singolari
- Singolare maschile

| Campione                 | Campione                  | Finalista                   | Finalista                         |
| ------------------------ | ------------------------- | --------------------------- | --------------------------------- |
| Rafael Nadal [5]         | Rafael Nadal [5]          | Casper Ruud [8]             | Casper Ruud [8]                   |
| Semifinalisti            |                           |                             |                                   |
| Alexander Zverev [3]     | Alexander Zverev [3]      | Marin Čilić [20]            | Marin Čilić [20]                  |
| Eliminati ai quarti      |                           |                             |                                   |
| Novak Đoković [1]        | Carlos Alcaraz [6]        | Holger Rune                 | Andrey Rublev [7]                 |
| Eliminati al 4º turno    |                           |                             |                                   |
| Diego Schwartzman [15]   | Félix Auger-Aliassime [9] | Bernabé Zapata Miralles (Q) | Karen Chačanov [21]               |
| Hubert Hurkacz [12]      | Stefanos Tsitsipas [4]    | Jannik Sinner [11]          | Daniil Medvedev [2]               |
| Eliminati al 3º turno    |                           |                             |                                   |
| Aljaž Bedene (PR)        | Grigor Dimitrov [18]      | Filip Krajinović            | Botic van de Zandschulp [26]      |
| Brandon Nakashima        | John Isner [23]           | Cameron Norrie [10]         | Sebastian Korda [27]              |
| Lorenzo Sonego [32]      | David Goffin              | Hugo Gaston                 | Mikael Ymer                       |
| Cristian Garín           | Mackenzie McDonald        | Gilles Simon (WC)           | Miomir Kecmanović [28]            |
| Eliminati al 2º turno    |                           |                             |                                   |
| Alex Molčan              | Pablo Cuevas              | Borna Ćorić (PR)            | Jaume Munar                       |
| Camilo Ugo Carabelli (Q) | Borna Gojo (Q)            | Fabio Fognini               | Corentin Moutet (WC)              |
| Sebastián Báez           | Tallon Griekspoor         | Grégoire Barrère (WC)       | Taylor Fritz [13]                 |
| Jason Kubler (Q)         | Hugo Dellien              | Richard Gasquet             | Albert Ramos Viñolas              |
| Emil Ruusuvuori          | João Sousa                | Frances Tiafoe [24]         | Marco Cecchinato                  |
| Henri Laaksonen          | Pedro Cachín (LL)         | Daniel Evans [29]           | Zdeněk Kolář (Q)                  |
| Federico Delbonis        | Il'ja Ivaška              | Nikoloz Basilašvili [22]    | Roberto Carballés Baena           |
| Steve Johnson            | Márton Fucsovics          | Aleksandr Bublik            | Laslo Đere                        |
| Eliminati al 1º turno    |                           |                             |                                   |
| Yoshihito Nishioka       | Federico Coria            | Christopher O'Connell (WC)  | Jenson Brooksby [31]              |
| Marcos Giron             | Carlos Taberner           | Daniel Altmaier             | Andrej Kuznecov (Q)               |
| Juan Pablo Varillas (Q)  | Aslan Karacev             | Alessandro Giannessi (LL)   | Reilly Opelka [17]                |
| Pavel Kotov (Q)          | Alexei Popyrin            | Stan Wawrinka (PR)          | Jordan Thompson                   |
| Sebastian Ofner (Q)      | Dušan Lajović             | Kamil Majchrzak             | Alejandro Davidovich Fokina [25]  |
| Quentin Halys            | Tarō Daniel               | Michael Mmoh (WC)           | Santiago Fa Rodríguez Taverna (Q) |
| Manuel Guinard (WC)      | Denis Kudla               | Dominic Thiem               | Nuno Borges (Q)                   |
| John Millman             | Lloyd Harris              | Thanasi Kokkinakis          | Juan Ignacio Londero (LL)         |
| Jo-Wilfried Tsonga (WC   | Ugo Humbert               | Tseng Chun-hsin (Q)         | Peter Gojowczyk                   |
| Benjamin Bonzi           | Jiří Lehečka              | Pablo Andújar               | Giulio Zeppieri (Q)               |
| Denis Shapovalov [14]    | Pedro Martínez            | Norbert Gombos (Q)          | Alex de Minaur [19]               |
| Francisco Cerúndolo      | James Duckworth           | Lucas Pouille (WC)          | Lorenzo Musetti                   |
| Kwon Soon-woo            | Adrian Mannarino          | Benoît Paire                | Tommy Paul [30]                   |
| Maxime Cressy            | Franco Agamenone (LL)     | Oscar Otte                  | Bjorn Fratangelo (Q)              |
| Pablo Carreño Busta [16] | Jiří Veselý               | Geoffrey Blancaneaux (Q)    | Attila Balázs (PR)                |
| Tomás Martín Etcheverry  | Arthur Rinderknech        | Ričardas Berankis           | Facundo Bagnis                    |

- Singolare femminile

| Campionessa           | Campionessa               | Finalista                      | Finalista                    |
| --------------------- | ------------------------- | ------------------------------ | ---------------------------- |
| Iga Świątek [1]       | Iga Świątek [1]           | Cori Gauff [18]                | Cori Gauff [18]              |
| Semifinaliste         |                           |                                |                              |
| Dar'ja Kasatkina [20] | Dar'ja Kasatkina [20]     | Martina Trevisan               | Martina Trevisan             |
| Eliminate ai quarti   |                           |                                |                              |
| Jessica Pegula [11]   | Veronika Kudermetova [29] | Leylah Annie Fernandez [17]    | Sloane Stephens              |
| Eliminate al 4º turno |                           |                                |                              |
| Zheng Qinwen          | Irina-Camelia Begu        | Madison Keys [22]              | Camila Giorgi [28]           |
| Aljaksandra Sasnovič  | Amanda Anisimova [27]     | Elise Mertens [31]             | Jil Teichmann [23]           |
| Eliminate al 3º turno |                           |                                |                              |
| Danka Kovinić         | Alizé Cornet              | Tamara Zidanšek [24]           | Léolia Jeanjean (WC)         |
| Paula Badosa [3]      | Elena Rybakina [16]       | Shelby Rogers                  | Aryna Sabalenka [7]          |
| Daria Saville (WC)    | Angelique Kerber [21]     | Belinda Bencic [14]            | Karolína Muchová             |
| Varvara Gračëva       | Kaia Kanepi               | Viktoryja Azaranka [15]        | Diane Parry                  |
| Eliminate al 2º turno |                           |                                |                              |
| Alison Riske          | Anna Karolína Schmiedlová | Simona Halep [19]              | Jeļena Ostapenko [13]        |
| Anhelina Kalinina     | Mayar Sherif              | Ekaterina Aleksandrova [30]    | Karolína Plíšková [8]        |
| Kaja Juvan            | Aleksandra Krunić         | Caroline Garcia                | Katie Volynets               |
| Danielle Collins [9]  | Fernanda Contreras (Q)    | Julija Putinceva               | Madison Brengle              |
| Magda Linette         | Petra Kvitová [32]        | Elsa Jacquemot (WC)            | Emma Raducanu [12]           |
| Bianca Andreescu (PR) | Kateřina Siniaková        | Donna Vekić (Q)                | Maria Sakkarī [4]            |
| Ajla Tomljanović      | Marie Bouzková            | Alison Van Uytvanck            | Beatriz Haddad Maia          |
| Andrea Petković       | Olga Danilović (Q)        | Sorana Cîrstea [26]            | Camila Osorio                |
| Eliminate al 1º turno |                           |                                |                              |
| Lesja Curenko (Q)     | Dajana Jastrems'ka        | Kristína Kučová                | Ljudmila Samsonova [25]      |
| Nastasja Schunk (LL)  | Maryna Zanevs'ka          | Misaki Doi                     | Lucia Bronzetti              |
| Wang Qiang            | Hailey Baptiste (Q)       | Marta Kostjuk                  | Claire Liu                   |
| Greet Minnen          | Jasmine Paolini           | Nuria Párrizas Díaz            | Tessah Andrianjafitrimo (WC) |
| Fiona Ferro (WC)      | Oksana Selechmet'eva (Q)  | Kamilla Rachimova              | Zhu Lin (Q)                  |
| Anna Kalinskaja       | Taylor Townsend (PR)      | Viktorija Golubic              | Arantxa Rus                  |
| Viktorija Tomova (LL) | Tereza Martincová         | Panna Udvardy                  | Rebecca Šramková (LL)        |
| Zhang Shuai           | Irina Bara (Q)            | Mihaela Buzărnescu (LL)        | Chloé Paquet                 |
| Ons Jabeur [6]        | Harriet Dart              | Valentini Grammatikopoulou (Q) | Anna Bondár                  |
| Magdalena Fręch       | Heather Watson            | Wang Xinyu                     | Linda Nosková (Q)            |
| Réka Luca Jani (LL)   | Ysaline Bonaventure (Q)   | Petra Martić                   | Kristina Mladenovic          |
| Naomi Ōsaka           | Mirjam Björklund (Q)      | Carole Monnet (WC)             | Clara Burel                  |
| Anett Kontaveit [5]   | Astra Sharma              | Anastasija Gasanova (LL)       | Elena-Gabriela Ruse          |
| Rebecca Marino (Q)    | Ann Li                    | Cristina Bucșa (Q)             | Garbiñe Muguruza [10]        |
| Ana Bogdan            | Océane Dodin              | Dalma Gálfi                    | Bernarda Pera                |
| Tatjana Maria (PR)    | Jule Niemeier (Q)         | Harmony Tan (WC)               | Barbora Krejčíková [2]       |

## Campioni

### Senior

#### Singolare maschile
Rafael Nadal ha sconfitto in finale  Casper Ruud con il punteggio di 6–3, 6–3, 6–0.
- È il novantaduesimo ed ultimo titolo in carriera per Nadal, il quarto della stagione e il ventiduesimo Major.

#### Singolare femminile
Iga Świątek ha sconfitto in finale  Cori Gauff con il punteggio di 6–1, 6–3.

#### Doppio maschile
Marcelo Arévalo /  Jean-Julien Rojer hanno sconfitto in finale  Ivan Dodig /  Austin Krajicek con il punteggio di 6(4)–7, 7–6(5), 6–3.

#### Doppio femminile
Caroline Garcia /  Kristina Mladenovic hanno sconfitto in finale  Cori Gauff /  Jessica Pegula con il punteggio di 2–6, 6–3, 6–2.

#### Doppio misto
Ena Shibahara /  Wesley Koolhof hanno sconfitto in finale  Ulrikke Eikeri /  Joran Vliegen con il punteggio di 7–6(5), 6–2.

### Junior

#### Singolare ragazzi
Gabriel Debru ha sconfitto in finale  Gilles-Arnaud Bailly con il punteggio di 7–6(5), 6–3.

#### Singolare ragazze
Lucie Havlíčková ha sconfitto in finale  Solana Sierra con il punteggio di 6–3, 6–3.

#### Doppio ragazzi
Edas Butvilas /  Mili Poljičak hanno sconfitto in finale  Gonzalo Bueno /  Ignacio Buse con il punteggio di 6–4, 6–0.

#### Doppio ragazze
Sára Bejlek /  Lucie Havlíčková hanno sconfitto in finale  Nikola Bartůňková /  Céline Naef con il punteggio di 6–3, 6–3.

### Tennisti in carrozzina

#### Singolare maschile carrozzina
Shingo Kunieda ha sconfitto in finale  Gustavo Fernández con il punteggio di 6–2, 5–7, 7–5.

#### Singolare femminile carrozzina
Diede de Groot ha sconfitto in finale  Yui Kamiji con il punteggio di 6–4, 6–1.

#### Quad singolare
Niels Vink ha sconfitto in finale  Sam Schröder con il punteggio di 6–4, 7–6(8).

#### Doppio maschile carrozzina
Alfie Hewett /  Gordon Reid hanno sconfitto in finale  Gustavo Fernández /  Shingo Kunieda con il punteggio di 7–6(5), 7–6(5).

#### Doppio femminile carrozzina
Diede de Groot /  Aniek van Koot hanno sconfitto in finale  Yui Kamiji /  Kgothatso Montjane con il punteggio di 7–6(5), 1–6, [10–8].

#### Quad doppio
Sam Schröder /  Niels Vink hanno sconfitto in finale  Heath Davidson /  Ymanitu Silva con il punteggio di 6–2, 6–2.

## Punti e distribuzione dei premi in denaro

### Distribuzione dei punti
Di seguito le tabelle per ciascuna competizione, che mostrano i punti validi per il ranking per ogni evento.

#### Tornei uomini e donne
| Evento              | V    | F    | SF  | QF  | 4T  | 3T  | 2T | 1T   | Q    | Q3   | Q2   | Q1   |
| Singolare maschile  | 2000 | 1200 | 720 | 360 | 180 | 90  | 45 | 10   | 25   | 16   | 8    | 0    |
| Doppio maschile     | 2000 | 1200 | 720 | 360 | 180 | 90  | 0  | N.D. | N.D. | N.D. | N.D. | N.D. |
| Singolare femminile | 2000 | 1300 | 780 | 430 | 240 | 130 | 70 | 10   | 40   | 30   | 20   | 2    |
| Doppio femminile    | 2000 | 1300 | 780 | 430 | 240 | 130 | 10 | N.D. | N.D. | N.D. | N.D. | N.D. |

#### Carrozzina
| Evento         | V   | F   | SF   | QF   |
| Singolare      | 800 | 500 | 375  | 100  |
| Doppio         | 800 | 500 | 100  | N.D. |
| Quad Singolare | 800 | 500 | 100  | N.D. |
| Quad Doppio    | 800 | 100 | N.D. | N.D. |

#### Junior
| Evento            | V    | F   | SF  | QF  | 2T  | 1T   | Q    | Q3   |
| Singolare ragazzi | 1000 | 600 | 370 | 200 | 100 | 45   | 30   | 20   |
| Singolare ragazze | 1000 | 600 | 370 | 200 | 100 | 45   | 30   | 20   |
| Doppio ragazzi    | 750  | 450 | 275 | 150 | 75  | N.D. | N.D. | N.D. |
| Doppio ragazze    | 750  | 450 | 275 | 150 | 75  | N.D. | N.D. | N.D. |

### Montepremi
| Evento                  | V          | F          | SF       | QF       | 4T       | 3T       | 2T      | 1T      | Q3      | Q2      | Q1      |
| Singolare               | €2.200.000 | €1.100.000 | €600.000 | €380.000 | €220.000 | €125.800 | €86.000 | €62.000 | €31.000 | €20.000 | €14.000 |
| Doppio*                 | €580.000   | €290.000   | €146.000 | €79.500  | €42.000  | €25.000  | €15.500 | N.D.    | N.D.    | N.D.    | N.D.    |
| Singolare in carrozzina | €          | €          | €        | €        | N.D.     | N.D.     | N.D.    | N.D.    | N.D.    | N.D.    | N.D.    |
| Doppio in carrozzina*   | €          | €          | €        | N.D.     | N.D.     | N.D.     | N.D.    | N.D.    | N.D.    | N.D.    | N.D.    |

* per team